# Soulé (Unternehmen)

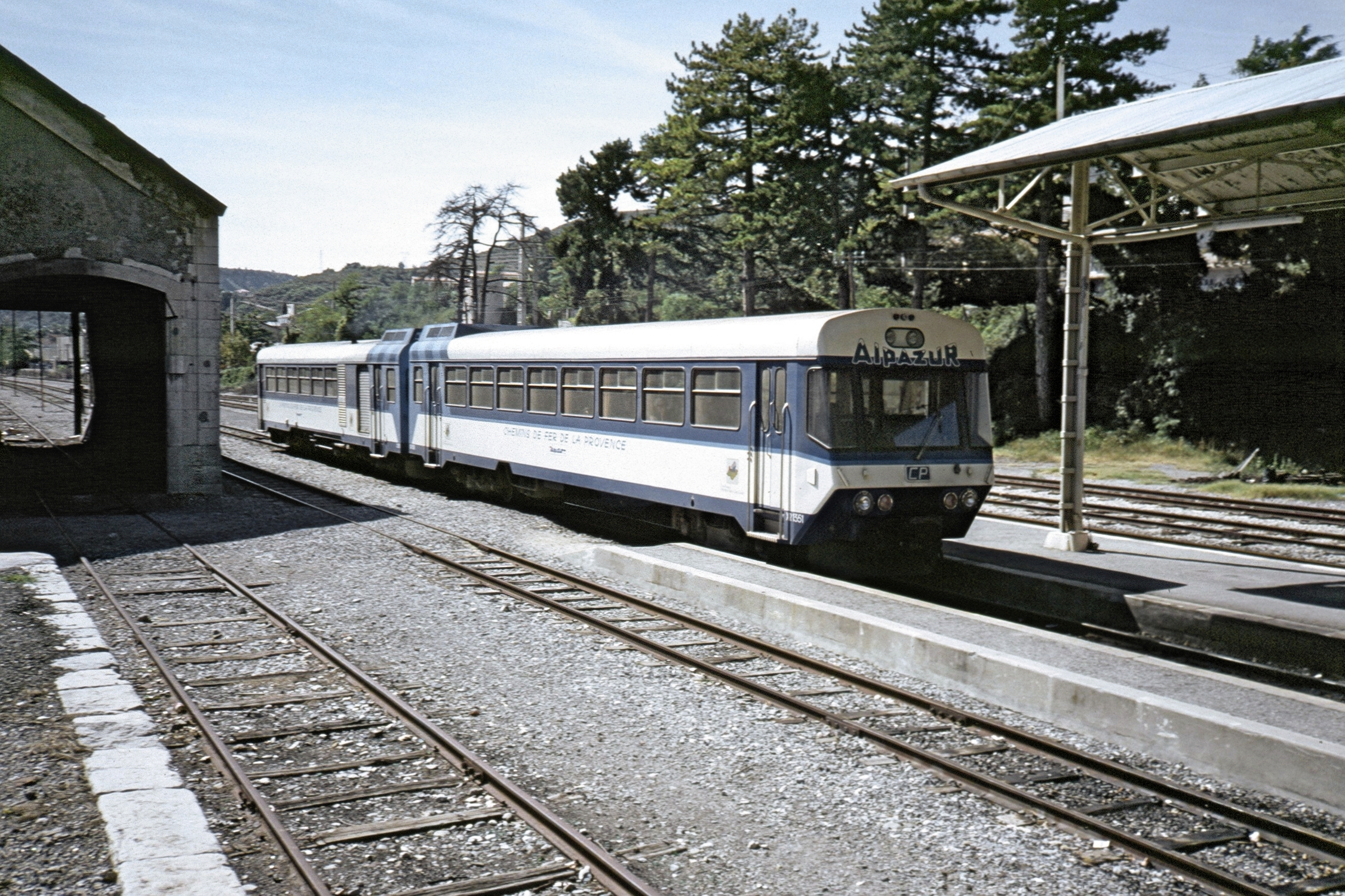
Triebwagen X 351 und Steuerwagen XR 1351 von Soulé bei den Chemins de fer de Provence in Digne, 1986

Soulé ist ein französischer Hersteller von Schienenfahrzeugen. Die in Bagnères-de-Bigorre ansässige Gesellschaft befand sich lange Zeit in Familienbesitz. 1992 wurde der Schienenfahrzeugbau von der Compagnie de chemins de fer départementaux übernommen und unter dem Namen Constructions ferroviaires de Bagnères, später CFD Bagnères, fortgeführt. Seit 2010 gehört das Werk zum spanischen Konzern CAF.

## Geschichte
Das Unternehmen wurde 1862 gegründet und stellte zunächst in einer kleinen Werkstatt Blechwaren her. Ab 1913 kam ein Tischlereibetrieb dazu, der Wagenkästen für Straßenbahnfahrzeuge aus Holz baute. Damit begab sich die Firma in den Eisenbahnbau und fertigte später auch Fahrzeuge aus Metall. Sie war Hersteller von Dieseltriebwagen, die auf schmalspurigen Strecken in Frankreich laufen, baute aber auch Fahrzeuge für afrikanische Länder und das regelspurige bretonische Netz.
In den 1980er Jahren entwickelte Soulé mit dem Designer Yann de Kermadec das Peoplemover-System SK. Es kam u. a. in Vancouver, Yokohama und Villepinte zum Einsatz, ein letztes dieser Systeme ist heute noch im Bund Sightseeing Tunnel in Shanghai in Betrieb.

## Fahrzeuge (Auswahl)

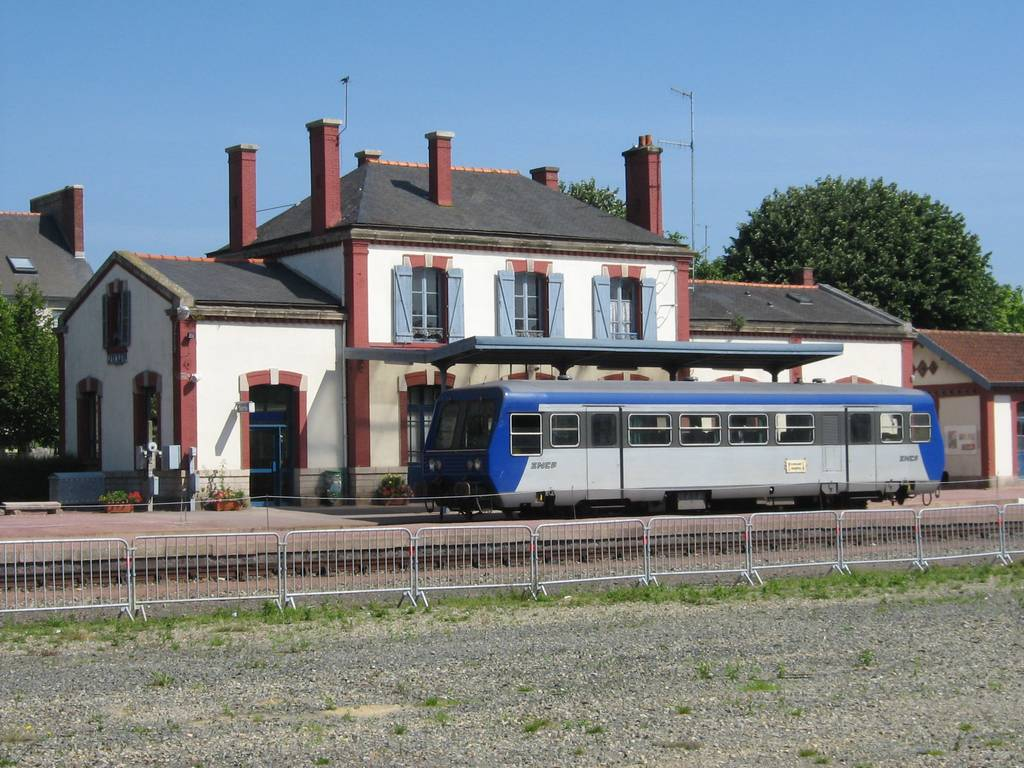
Regelspuriger A2E in Paimpol (Bretagne)

- Provence (Chemins de fer de Provence)

1984 ein Triebwagen mit Steuerwagen (für die ehem. Zugverbindung Alpazur): Das Einzelstück mit der Betriebsnummer X 351 und dem zugehörigen Steuerwagen XR 1351 entstand in Zusammenarbeit mit den mechanischen Werkstätten Garnéro in Carros, es war mit einem Poyaud-Dieselmotor und einem Voith-Getriebe ausgestattet.
Vier Doppeltriebwagen der Baureihe AMP 800
- Korsika (Chemins de fer de la Corse): Sieben Triebwagen der Baureihe X 97050, geliefert 1989 (fünf Fahrzeuge) und 1997 (zwei Fahrzeuge); ab 2009 zwölf Doppeltriebwagen der Baureihe AMG 800
- Bretagne (Chemins de fer et transport automobile (CFTA); Strecke Carhaix–Paimpol): Drei regelspurige A2E (autorail à deux essieux; Baureihe X 97150) aus dem Jahr 1990
- Togo (CFT): Autorail D 3001[3]
- Bénin und Niger (CBN): ZE 133 und ZE 135[4]
- Tunesien (Société nationale des chemins de fer tunisiens): Zehn Doppeltriebwagen der Baureihe AMG 800
- Gabun (OCTRA): Triebwagen ZE 401[5]

In Zusammenarbeit mit den Unternehmen Compagnie Électro-Mécanique und Poyaud baute Soulé die beiden Triebfahrzeuge des mittlerweile stillgelegten Wasserkeilhebewerks Montech, das 1974 in Betrieb genommen wurde.
Unter der Regie von CAF entstanden im Werk 18 von 19 niederflurigen Straßenbahntriebwagen des Typs Urbos 3 für die Straßenbahn Besançon. 2014 erhielt CAF France den Auftrag für die Revision von 36 Fahrzeugen für die Métro Lyon, sie werden im Werk Bagnères-de-Bigorre überholt. Auch die 16 neuen Triebwagen der Straßenbahn Saint-Étienne werden in Bagnères-de-Bigorre gebaut.

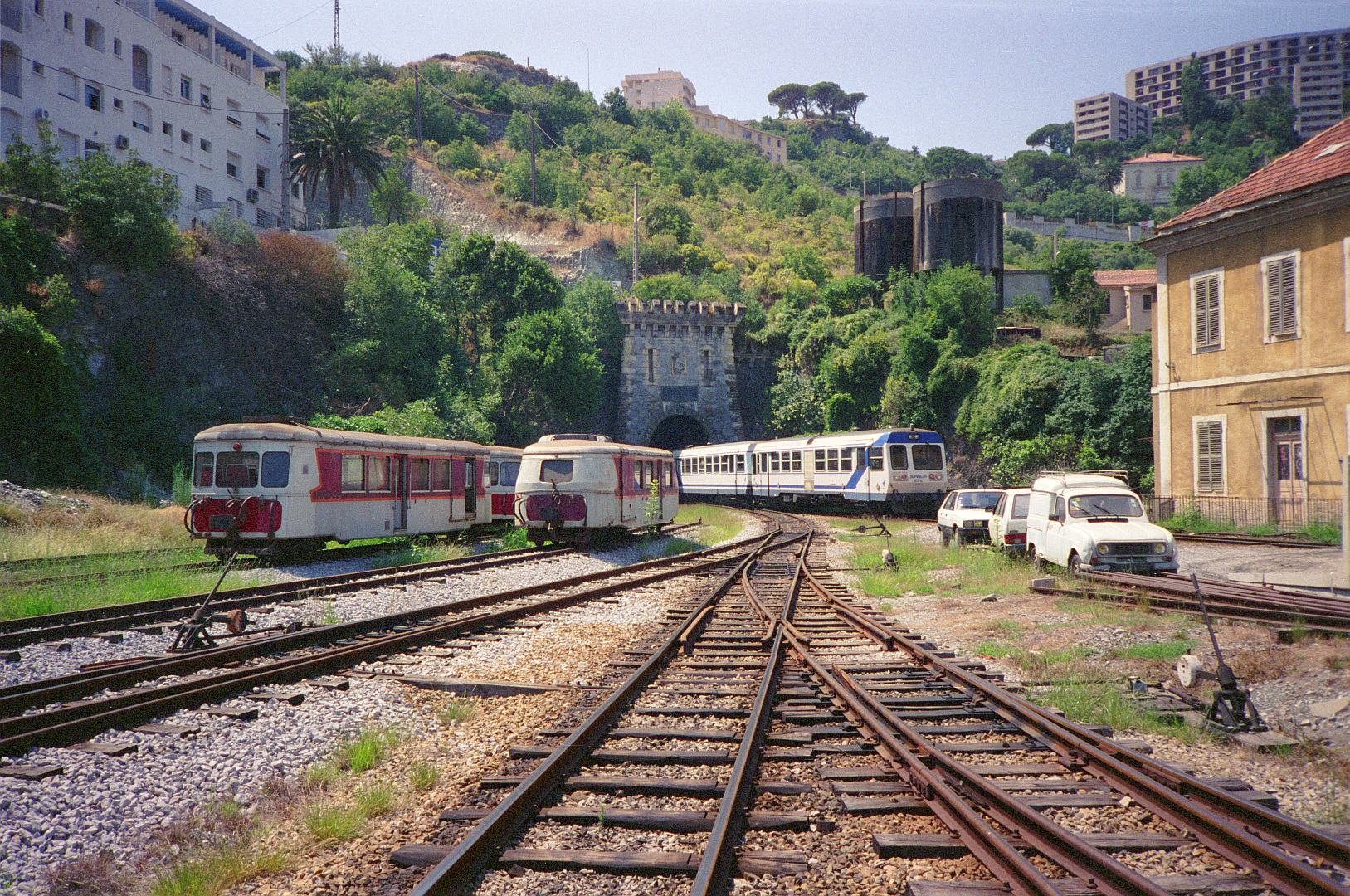
Depot Bastia (Korsika): rechts ein X 97050
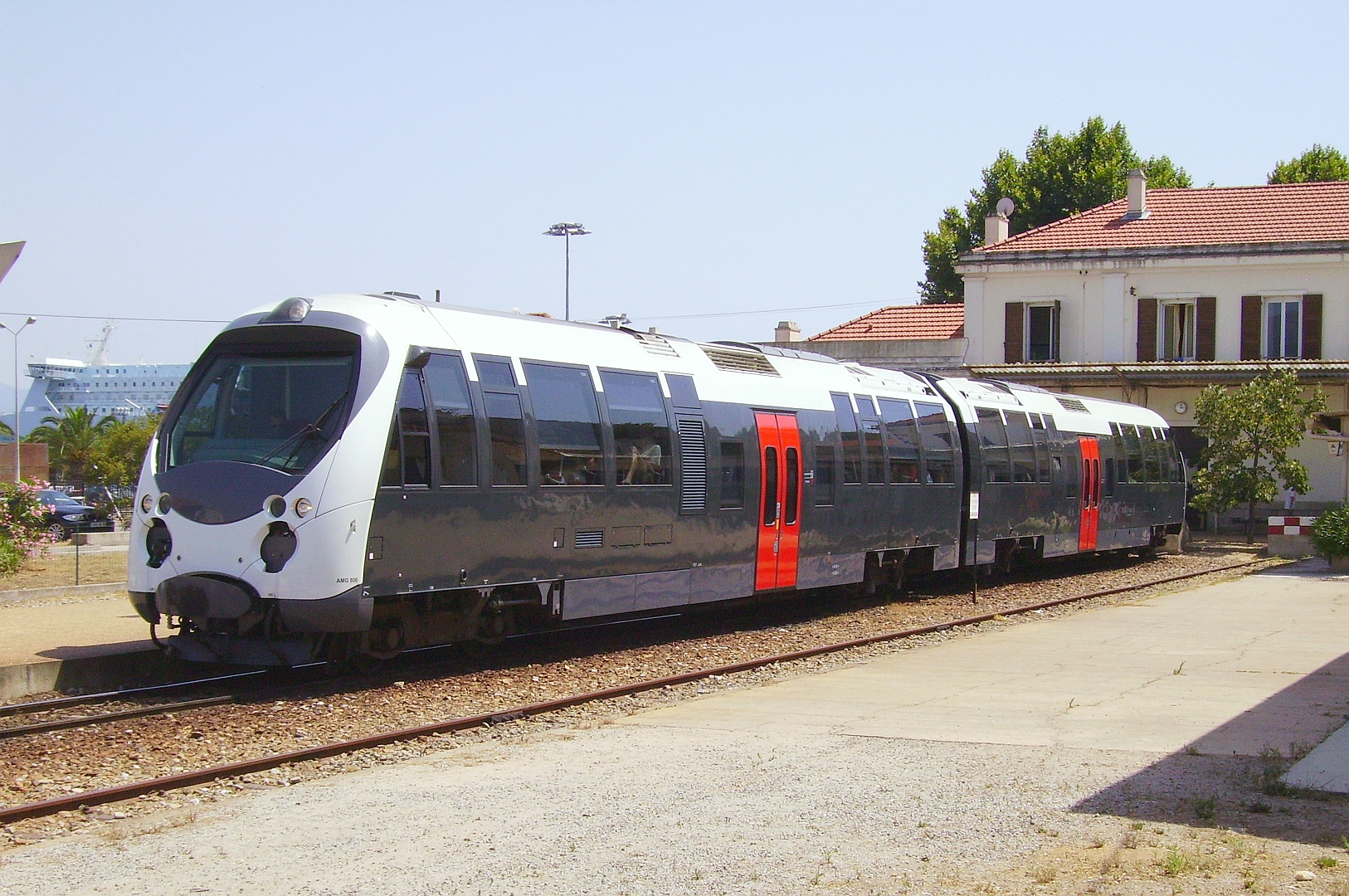
AMG 800 in Ajaccio (Korsika)
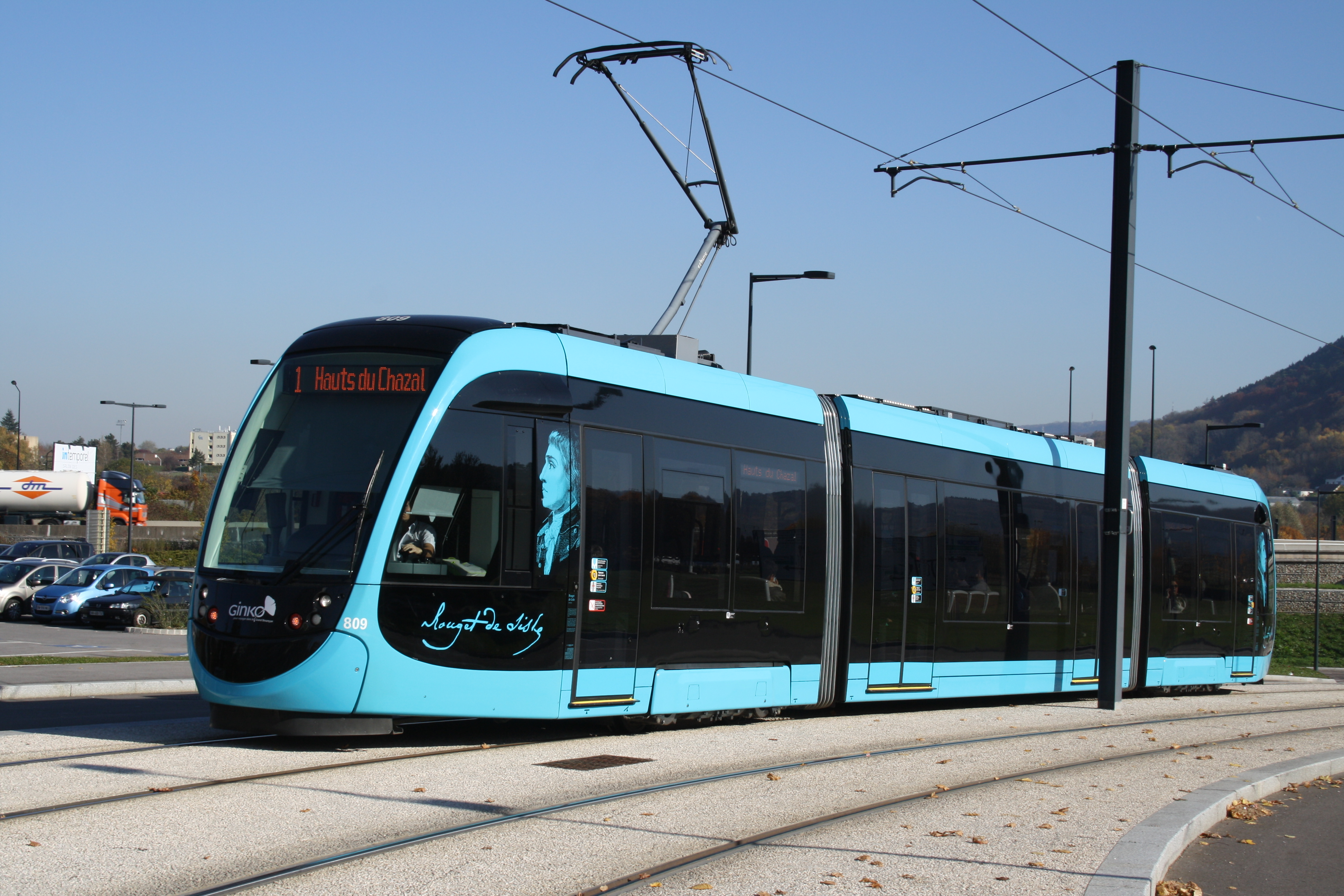
Urbos 3 der Straßenbahn Besançon
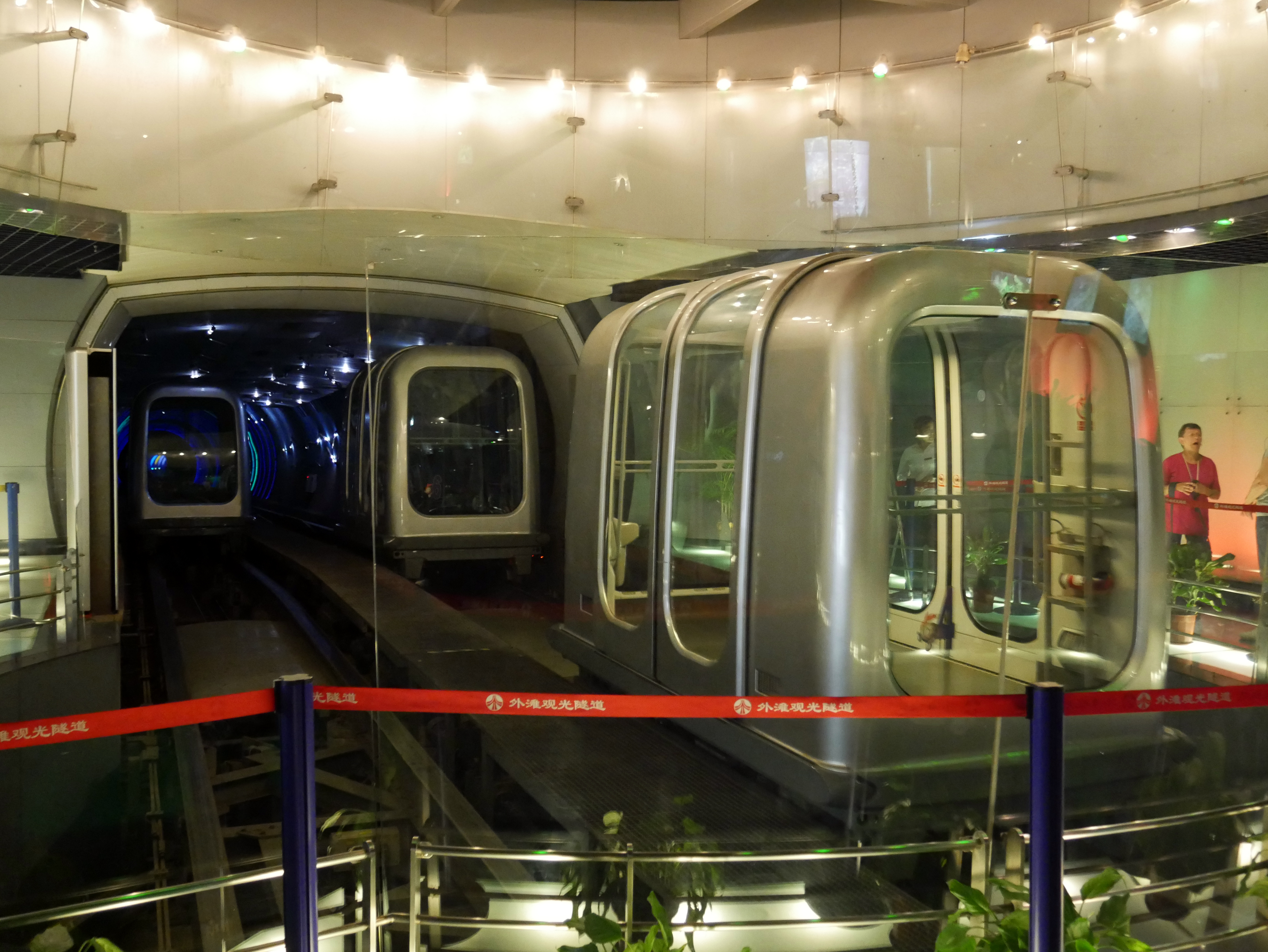
Kabinen des Peoplemover-Systems SK 6000 im Bund Sightseeing Tunnel in Shanghai
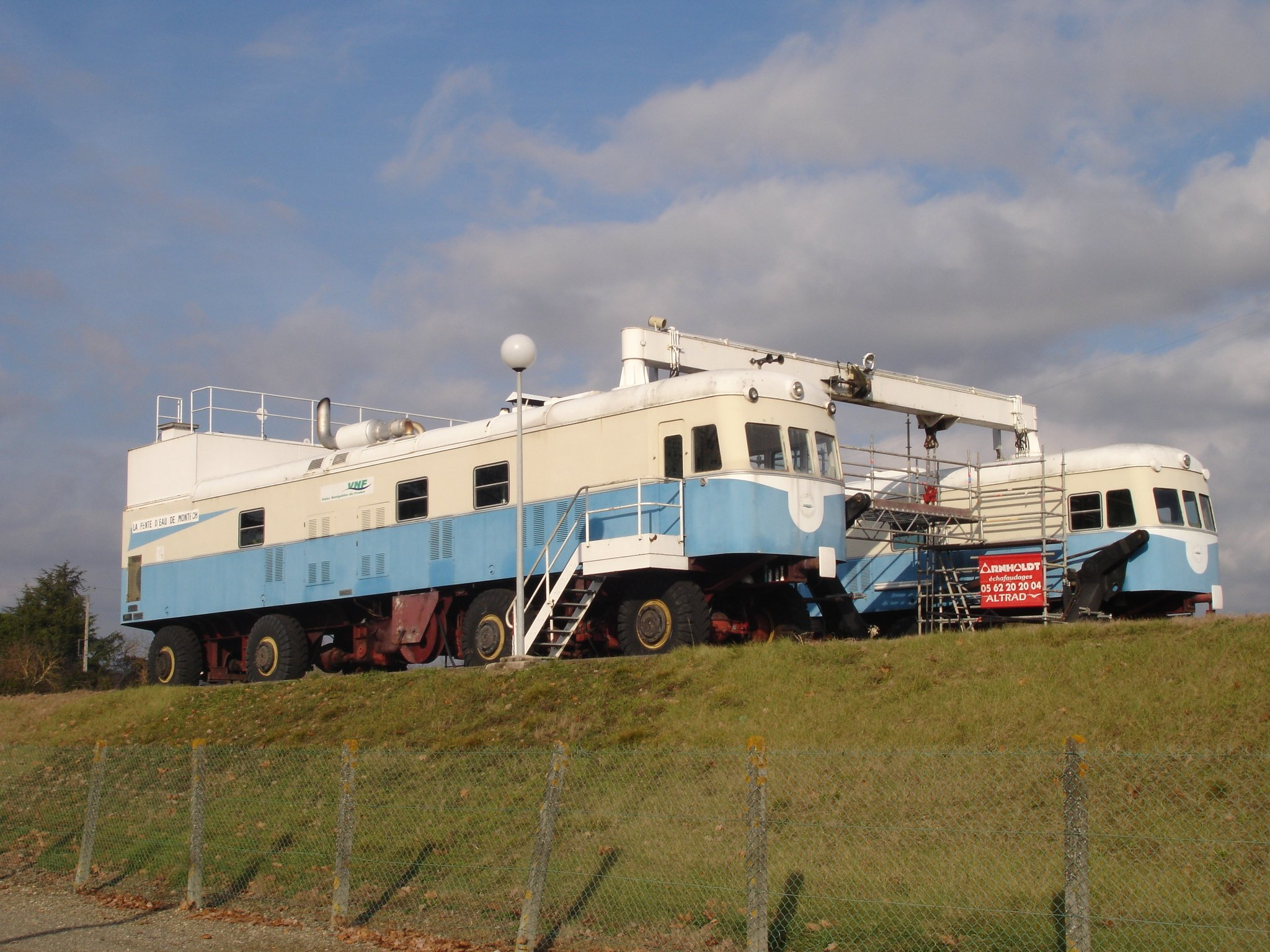
Triebfahrzeuge des Wasserkeilhebewerks Montech